# Denisse Vega Farfán
Denisse Vega Farfán (Trujillo, 1 de marzo de 1986) es una poeta peruana que radica en Nuevo Chimbote. Obtuvo el Premio Poesía Joven del Perú con su primer poemario Una morada tras los reinos (2018) y el Premio Luces a mejor libro de poesía (2022).

## Biografía
Denisse Vega Farfán nació en 1986 en la provincia de Trujillo, región La Libertad. A los 9 años se mudó, junto a su madre, a la ciudad de Nuevo Chimbote, donde radica hasta la actualidad. Estudió la carrera de Derecho. A lo largo de su carrera escribió poesía, antologías, ensayos y publicaciones especializadas. Es invitada a diversos festivales, encuentros y ferias del libro.

## Publicaciones
Su producción incluye poesía, antologías, ensayos y textos especializados.
Escribió los poemarios Una morada tras los reinos (Centro Cultural de España y Lustraeditores, 2008), Une demeure après les règnes (Paracaídas Editores, 2013), El primer asombro (Animal de Invierno & Paracaídas Editores, 2014) y Fiesta (Alastor Editores, 2019); así como la plaqueta Hippocampus (La Propia Cartonera, Uruguay, 2010).
Ha aparecido en antologías, ensayos y publicaciones especializadas: Turia (España), Hueso Húmero, Fórnix, Review (Nueva York), Exit (Canadá), Prometeo (Colombia), Vuelapluma, Río Grande Review (Texas), entre otras.
Sus poemas fueron traducidos a diversos idiomas como el inglés, francés, finés, chino, italiano y alemán. Participó en diversos festivales de poesía en Perú y el extranjero como en Canadá (2013), China (2013) y México.

### Poesía
- 2008: Una morada tras los reinos (Centro Cultural de España & Lustraeditores)[5]
- 2013: Une demeure après les règnes. Edición bilingüe español - francés (Paracaídas Editores)[6]
- 2014: El primer asombro (Animal de Invierno, Paracaídas Editores)[7]
- 2019: El primer asombro (Proyecto Literal, México)[8]
- 2021: Fiesta (Alastor Editores)[9]

Isla Blanca 

¿Acaso no es esta isla un animal yaciente?
Hunde su cabeza en el día,
haciendo contact con lo que se nos escabulle
en la avidez de no sentirnos vaciados;
la eleva en la noche
cuando hemos depuesto las armas,
agotados, luego de perseguir al asesino
masillado por nuestros propios dedos.
Se cubre con una manta de guano de gaviotas,
zarcillos y pelícanos. La mierda esplende,
y es la isla una pupila de mármol
viendo lo que jamás avistaremos en la oscuridad de la bahía,
de nuestras involuntarias simulaciones.
La rodeamos en lancha. Siempre hago esta excursión
cuando arriban amigos por primera vez al puerto
teniendo como única referencia el chamuscado olor de las fábricas.

### Antologías, muestras y revistas
- 2007: Antología de los finalistas de la XIII bienal de poesía "Premio Copé" (PetroPerú)[11]
- 2009: Hueso Húmero: 53 (Mosca Azul Editores)[12]
- 2009: Poetas peruanas de antología (Ricardo González Vigil, Mascapaycha Editores)
- 2013: EXIT, revue de poésie (Québec, Canadá, Éditions Gaz Moutarde)
- 2013: Ladder made up of staircases of time (China)
- 2014: En tierras del cóndor (Taller de edición Rocca, Colombia)[13]
- 2014: Mirando sobre el heno. Muestra de poesía peruana reciente (Vallejo & Company, Perú)[14]
- 2014: Vuelapluma 5: revista cultural (Asociación Civil Universidad de Ciencias y Humanidades)[15]
- 2015: La oscuridad tras el relámpago. Antología poética - Antología del III Encuentro Internacional de Poesía, Bucaramanga (Ediciones Universidad Industrial de Santander)[16]
- 2016: Transfronterizas. 38 poetas latinoamericanas (Universidad Nacional Autónoma de México)[17]
- 2018: Poesía que gira. Muestra de poesía latinoamericana (Amaru Cartonera, Uruguay)[18]
- 2018: Revista TURIA, Letras de España y Perú (Instituto de Estudios Turolenses de la Diputación Provincial de Teruel, España)[19]
- 2021: LUVINA, revista literaria (Universidad de Guadalajara)[20]
- 2021: HOLOGRAMMI/HOLOGRAMA, Antología poética, traducciones poéticas al español y al finés con poemas originales

## Participaciones destacadas
Ha participado en reconocidos festivales, encuentros y ferias del libro en Perú y el extranjero.
- 2013: Festival Internacional de Poesía del Lago Qinghai (China)
- 2013: Festival International de la poésie de Trois-Riviéres (Canadá)[21]
- 2015: Encuentro Internacional de Poesía de Bucaramanga (Colombia)[22]
- 2015: Feria Internacional del Libro de Santo Domingo (República Dominicana)[23]
- 2016: Hay Festival (Arequipa, Perú)[24]
- 2017: Festival Internacional de Poesía de Medellín (Colombia)[25]
- 2018: Festival Internacional de Poesía PoemaRío (Colombia)[26]
- 2018: Feria Internacional del Libro de Santiago – FILSA (Chile) - Participación como integrante de la delegación oficial[27]

## Premios y reconocimientos
- 2007: Mención honrosa en la XIII Bienal de Poesía “Premio Copé" convocada por PetroPerú
- 2008: Premio Poesía Joven del Perú, con el poemario “Una morada tras los reinos”, convocado por el Centro Cultural de España y Lustra Editores
- 2022: Premio Luces de El Comercio a mejor libro de poesía (Fiesta)[28]
- 2022: Distinción “Juan Ojeda Ojeda”, conferida por la Municipalidad Provincial del Santa mediante Resolución de Alcaldía N° 0175-2022-A/MPS: “(...) por su aporte cultural invaluable y trascendente a nuestra sociedad.”